# Tillbaka till framtiden del II

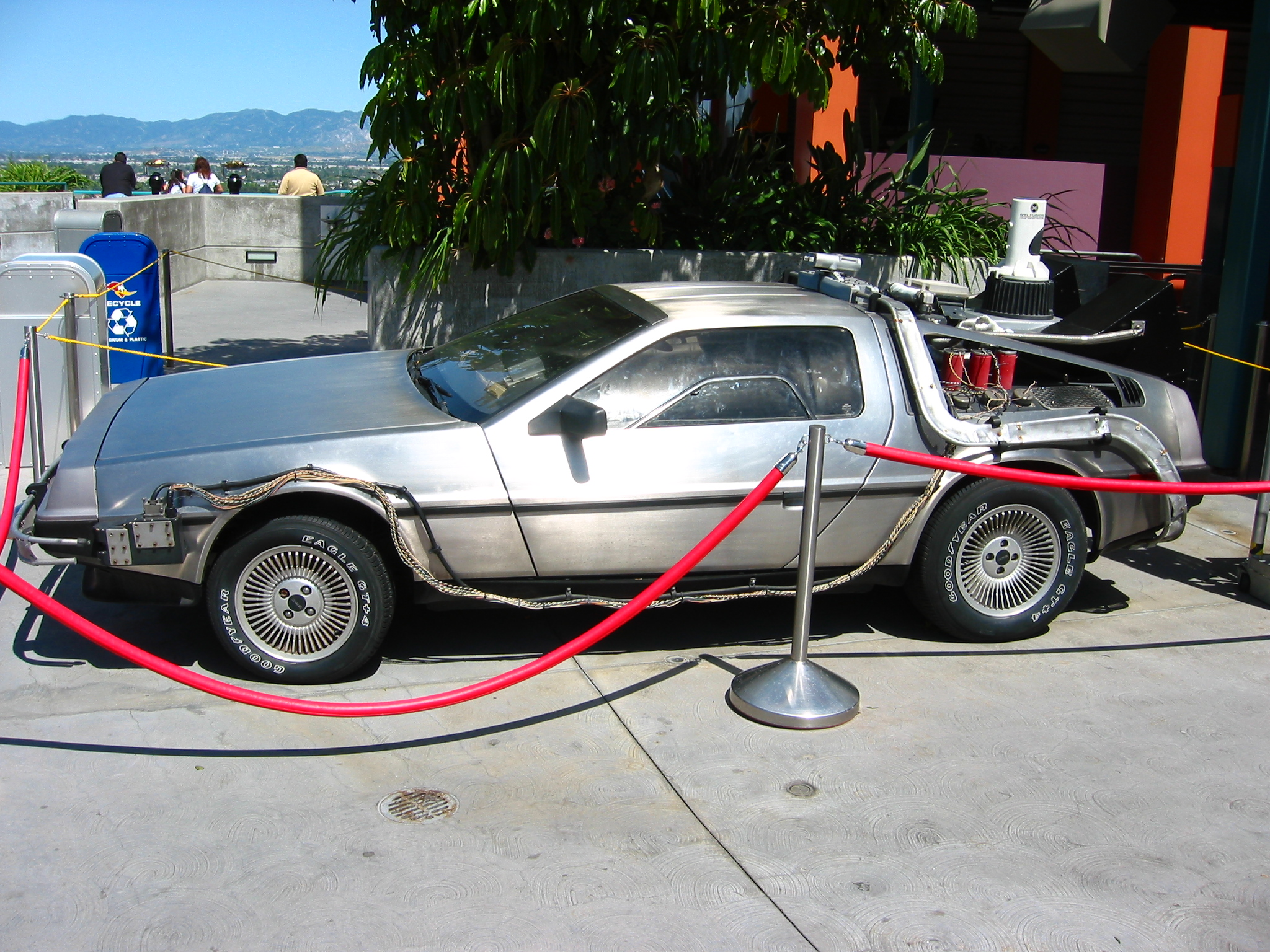
Tidsmaskinen i andra och tredje filmerna då den konverterats från plutoniumdrift till att drivas av hushållssopor.

Tidslinjen för tidshoppen i alla tre filmerna.

Tillbaka till framtiden del II (engelska: Back to the future Part II) är en amerikansk science fiction-film från 1989 i regi av Robert Zemeckis. I huvudrollerna ses Michael J. Fox, Christopher Lloyd, Lea Thompson och Thomas F. Wilson. Filmen hade biopremiär i USA den 22 november 1989. Filmen är en uppföljare till Tillbaka till framtiden  (1985) och följdes i sin tur av Tillbaka till framtiden del III (1990). 
Filmen följer Marty McFly (Fox) och hans vän Dr Emmett "Doc" Brown (Lloyd) när de reser från 1985 till 2015 för att hindra Martys son från att förstöra familjen McFlys framtid. Deras ärkefiende Biff Tannen (Wilson) har stulit Docs DeLorean-tidsmaskin och använder den för att ändra historien till sin fördel. Duon måste därmed än en gång återvända till 1955, för att återställa tidslinjen.

## Handling
Marty McFly (Michael J. Fox) och Dr Emmet Brown (Christopher Lloyd) gör en resa till framtiden för att hindra Martys och Jennifers framtida son från att göra ett stort misstag. De lyckas med uppdraget, men kommer hem och märker att ingenting är sig likt. Det visar sig att framtidens Biff Tannen (Thomas F. Wilson) har lånat tidsmaskinen och åkt tillbaka i tiden för att lämna en bok innehållande idrottsresultat till sitt unga jag. Denna har sedan den unga Biff använt för att skapa sig en stor rikedom. 
Nu måste Marty återigen resa tillbaka till 1955, hindra Biff från framtiden att lämna boken till den unge Biff och dessutom undvika att träffa på sig själv innan han kan åka tillbaka till framtiden. När det uppdraget är genomfört ska Doc hämta upp Marty, men i det dåliga väder som råder lyckas han inte landa med tidsmaskinen och blir istället träffad av blixten och försvinner. 
Till Martys stora förvåning dyker en budbärare från Western Union upp med ett telegram som Doc har skickat 1885. Där berättar Doc att han nu har bosatt sig i Vilda Västern och vill stanna där. Han har gömt tidsmaskinen i en grotta och skrivit anvisningar om hur den ska repareras med komponenter som finns tillgängliga 1955. Tanken är att Marty ska leta rätt på 1955-versionen av Doc och få hjälp att göra i ordning tidsmaskinen och sedan åka hem. Eftersom det är samma dag som när han förra gången han var i år 1955 vet han var han ska hitta Doc. När Doc ser Marty strax efter att ha skickat honom tillbaka till 1985 svimmar han. När de ska hämta upp bilen råkar Marty hitta en gravsten där han ser att Doc har blivit dödad av en revolverman bara några dagar efter att han skickade meddelandet. För att rädda Doc måste Marty bege sig till 1885.

## Rollista i urval
- Michael J. Fox – Marty McFly/Marty McFly Jr/Marlene McFly
- Christopher Lloyd – Emmett "Doc" Brown
- Lea Thompson – Lorraine Baines-McFly
- Thomas F. Wilson – Biff Tannen/Griff Tannen/Gertrude Tannen
- Elisabeth Shue – Jennifer Parker
- James Tolkan – Mr. Strickland
- Jeffrey Weissman – George McFly
- Harry Waters Jr. – Marvin Berry
- Joe Flaherty – Western Union Man
- Charles Fleischer – Terry
- Flea – Douglas J. Needles

## Tidsparadoxen
I alla tre filmerna utgår man från att tidsresor är möjliga och att det som man påverkar i tillvaron förändrar tidslinjen. T o m till den grad att Martys syskon försvinner från fotografier han har med sig eftersom de inte skulle bli till om framtiden påverkades av hans agerande. Men när Biff stjäl sportkalendern och tidsmaskinen 2015 och reser tillbaka till 1955 leder det till att Doc blir inspärrad på mentalsjukhus i den alternativa tidslinje som Marty och Doc återvänder till 1985. Då skulle Doc aldrig ha fått tillfälle att uppfinna tidsmaskinen och hela det fortsatta tidsresandet skulle bli omöjligt. 
Den här luckan i logiken för tidsresorna i filmserien pekades ut av en av rollfigurerna i The Big Bang Theory när de diskuterade varandras favoritfilmer och TV-serier. 

## Verkligheten 30 år senare
I filmens vision av 2015 finns många fantasifulla uppfinningar som inte blivit verklighet (i alla fall hittills). Mest intryck gör de flygande bilarna (även om en taxi i filmen är en ombyggd Citroën DS från tidigt 70-tal). Självjusterande jackor med inbyggd torkfunktion och svävande hooverboards har inte heller slagit igenom. Robotar som sköter servering finns visserligen nu, men är ändå ganska ovanligt. 
Å andra sidan har verkligheten överträffat dikten när det gäller kommunikationsverktyg. I filmen är fax fortfarande det moderna sättet att skicka meddelanden, och en röststyrd storbilds-TV står för underhållningen i hemmet (förutom röststyrningen har den dessutom kapacitet att visa flera kanaler samtidigt). Verkligheten bjöd på internet, streamingtjänster, mobiltelefoner och surfplattor som förändrade spelplanen mer än någon hade kunnat ana. Filmen gjordes 1989, men skulle utspela sig 1985, 2015 samt 1955. Hade den kommit några år senare kan man tänka sig att åtminstone internet hade synts till i filmen.

## Om filmen
Tillbaka till framtiden del II är regisserad av Robert Zemeckis. Det här är andra filmen i en trilogi.
Två av skådespelarna från den första filmen hade bytts ut, i rollerna som Jennifer Parker och George McFly (Claudia Wells och Crispin Glover). Eftersom slutscenen i Tillbaka till framtiden del 1 skulle användas som inledning i den här filmen, fick man spela in scenen på nytt med Elisabeth Shue i rollen som Jennifer istället.
Filmen hade Sverigepremiär den 22 december 1989.

### Fotnoter
1. ↑  läs online, Internet Movie Database , läst: 7 maj 2016.[källa från Wikidata]
2. ↑  läs online, www.metacritic.com , läst: 7 maj 2016.[källa från Wikidata]
3. ↑  läs online, www.filmaffinity.com , läst: 7 maj 2016.[källa från Wikidata]
4. ↑  läs online, stopklatka.pl , läst: 7 maj 2016.[källa från Wikidata]
5. ↑  läs online, www.filmaffinity.com , läst: 7 maj 2016.[källa från Wikidata]
6. ↑  läs online, bbfc.co.uk , läst: 7 maj 2016.[källa från Wikidata]
7. ↑  läs online, www.boxofficemojo.com .[källa från Wikidata]
8. ↑  läs online, boxofficemojo.com , läst: 16 september 2011.[källa från Wikidata]
9. 1 2  Box Office Mojo, läs online, läst: 14 maj 2022.[källa från Wikidata]
10. ↑  ”Back to the Future Part II” (på engelska). Box Office Mojo. 22 november 1989. http://www.boxofficemojo.com/movies/?id=backtothefuture2.htm. Läst 1 oktober 2016.
11. ↑  ”Back to the Future Part II”. Svensk filmdatabas. 22 december 1989. http://www.sfi.se/sv/svensk-filmdatabas/Item/?type=MOVIE&itemid=17485. Läst 1 oktober 2016.